# جورج بيدل (رسام)
جورج بيدل (بالإنجليزية: George Biddle)‏ هو رسام أمريكي، ولد في 24 يناير 1885 في فيلادلفيا في الولايات المتحدة، وتوفي في 6 نوفمبر 1973 في كروتون أن هادسون في الولايات المتحدة.